# ARQ建筑设计事务所
ARQ建筑设计事务所是一家总部位于美國迈阿密的建筑設計、景觀設計、室内设计和城市规划公司。ARQ建筑设计事务所始建于1977年，由安德鲁·杜安尼等人创立。 